# Holmes and Company
Holmes and Company fue una serie de televisión, emitida por La 1 de TVE en la temporada 1960-1961

## Argumento
la serie se centra en las peripecias de un estrafalario personaje admirador de Sherlock Holmes y que se aventura en el mundo detectivesco como aficionado.

## Equipo
Con guiones de Manuel Ruiz Castillo el personaje principal estaba interpretado por Ismael Merlo, acompañado por Lola Cardona, como su sufrida secretaria. Daba continuidad a El detective Martínez, una serie con similar argumento, y mismos guionista e intérprete.